# Immoral Cumbat
Immoral Cumbat — компьютерная игра в жанре порнографической «стрелялки» с видом от первого лица. Игровой процесс и возможности напоминают игру Wolfenstein 3D, но в отличие от неё вся графика в игре черно-белая.
Действие происходит в неком пространстве, напоминающем гигантский туалет или душевую. Монстры — мужские и женские половые органы, а также женские груди, а также комбинации из вышеперечисленных. Оружие у игрока — «правая рука», которой он себя возбуждает и стреляет спермой в монстров, при этом они превращаются в долларовые монеты. На уровнях выше первого можно найти более серьёзное оружие.
Игра была запрещена к продаже в Австралии в июне 1997 года.